# Emboscada a Matt Helm
Emboscada a Matt Helm (título original en inglés: The Ambushers) es una película estadounidense de comedia de espionaje de 1967 dirigida por Henry Levin y protagonizada por Dean Martin como Matt Helm, junto con Senta Berger y Janice Rule. Es la tercera de cuatro películas de la serie Matt Helm y está basada en la novela homónima de 1963 de Donald Hamilton, así como en The Menacers (1968), que presentaba ovnis y un entorno mexicano.
Esta película como el resto de las cuatro que componen la serie de Matt Helm está basada en las novelas de Donald Hamilton (concretamente, se basa en la novela homónima, The Ambushers). La diferencia entre las novelas y las películas que interpretaría Dean Martin es que las películas tendrían un claro matiz cómico del que carecían los libros.
Como la primera película, Los silenciadores fue un rotundo éxito de taquilla, enseguida se rodarían otras tres entregas, protagonizadas también por Dean Martin como Matt Helm. Además de Los silenciadores y La emboscada, componían la serie: 
- Matt Helm, agente muy especial (1966).
- La mansión de los siete placeres (1969).

Al final de la cuarta entrega, se anunció una quinta película de la serie Matt Helm que iba a titularse The Ravagers, como la novela de Hamilton publicada en 1964. Pero Dean Martin rehusó volver a encarnar al personaje y el proyecto fue cancelado. 
En La emboscada, el tema musical central (que recibe el título de la película) The Ambushers, fue compuesto por Herbert Baker y Hugo Montenegro. La voz para el tema la pusieron Bobby Hart y Tommy Boyce

## Argumento
Una nave espacial norteamericana experimental (con forma de platillo volante) desaparece en Nuevo México durante un vuelo experimental. Aunque la piloto es liberada, no recuerda nada. El agente Matt Helm se hará cargo de la investigación. 